# Heiden und Wälder Tauberland
Das Gebiet Heiden und Wälder Tauberland ist ein 2007 eingerichtetes und mit Verordnung vom 5. Februar 2010 durch das Ministerium für Ernährung und Ländlichen Raum festgelegtes Europäisches Vogelschutzgebiet (Schutzgebietskennung DE-6323-441) in den baden-württembergischen Landkreisen Main-Tauber-Kreis und Neckar-Odenwald-Kreis in Deutschland.

## Lage
Die fünf, insgesamt rund 1.117 Hektar (ha) großen Teilgebiete des Vogelschutzgebiets „Heiden und Wälder Tauberland“ erstrecken sich nördlich und westlich der Kreisstadt Tauberbischofsheim.

Sie verteilen sich auf zwei Städte und drei Gemeinden in zwei Landkreisen:
- Main-Tauber-Kreis (978,13 ha = 87,55 %)
  - Gemeinden Königheim (217,33 ha = 19,45 %) und Werbach (119,38 ha = 10,68 %)
  - Städte Külsheim (343,15 ha = 30,71 %) und Tauberbischofsheim (298,27 ha = 26,69 %)
- Neckar-Odenwald-Kreis (139,21 ha)
  - Gemeinde Hardheim (139,21 ha = 12,45 %)

## Beschreibung
Beschrieben wird das Schutzgebiet „Heiden und Wälder Tauberland“ als „niederschlagsarme, wärmebegünstigte Landschaft um Tauberbischofsheim mit Heiden, Mager- und Trockenrasen auf extrem steilen Muschelkalkhängen“.

### Bedeutung
Das Vogelschutzgebiet „Heiden und Wälder Tauberland“ ist eines der bedeutendsten Brutgebiete des Ziegenmelkers in Baden-Württemberg, Wanderfalke und Uhu brüten hier regelmäßig.

### Lebensraumklassen
|                                                                 |                                                                 |  |      |      |
| Nichtwaldgebiete mit hölzernen Pflanzen, Gestrüpp usw.          | Nichtwaldgebiete mit hölzernen Pflanzen, Gestrüpp usw.          |  | 2 %  | 2 %  |
| Mischwald                                                       | Mischwald                                                       |  | 40 % | 40 % |
| Nadelwald                                                       | Nadelwald                                                       |  | 4 %  | 4 %  |
| Moore, Sümpfe, Uferbewuchs                                      | Moore, Sümpfe, Uferbewuchs                                      |  | 1 %  | 1 %  |
| Trockengelegtes Grünland                                        | Trockengelegtes Grünland                                        |  | 5 %  | 5 %  |
| Heide, Steppe, Trockenrasen                                     | Heide, Steppe, Trockenrasen                                     |  | 36 % | 36 % |
| Anderes Ackerland                                               | Anderes Ackerland                                               |  | 9 %  | 9 %  |
| Sonstiges (Städte, Straßen, Deponien, Gruben, Industriegebiete) | Sonstiges (Städte, Straßen, Deponien, Gruben, Industriegebiete) |  | 3 %  | 3 %  |
|                                                                 |                                                                 |  |      |      |

## Schutzzweck
Die gebietsbezogenen Erhaltungsziele sind je nach Art unterschiedlich beschrieben:

### Brutvögel
In Baden-Württemberg fallen insgesamt 39, im Schutzgebiet „Heiden und Wälder Tauberland“ acht Arten von Brutvogelarten, die im Anhang I der Vogelschutzrichtlinie aufgelistet und für die in ganz Europa besondere Maßnahmen anzuwenden sind.

#### Halsbandschnäpper(Ficedula albicollis)

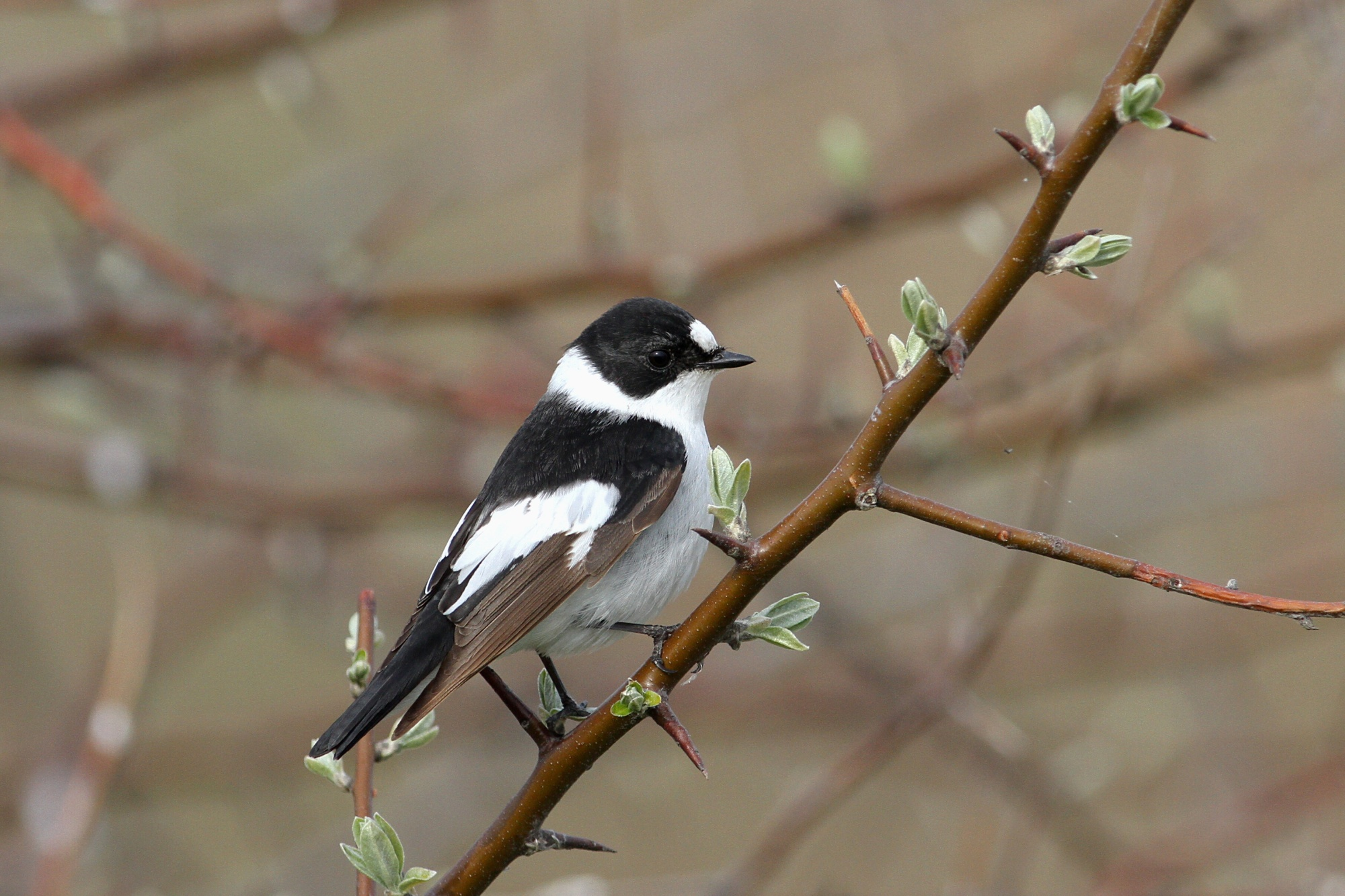
Halsbandschnäpper

Erhaltung von extensiv bewirtschafteten Streuobstwiesen mit hohem Kernobstanteil, von lichten Laub- und Auenwäldern, von Altbäumen und Altholzinseln, von Bäumen mit Höhlen sowie die Erhaltung des Nahrungsangebots, insbesondere mit Insekten.

#### Heidelerche(Lullula arborea)

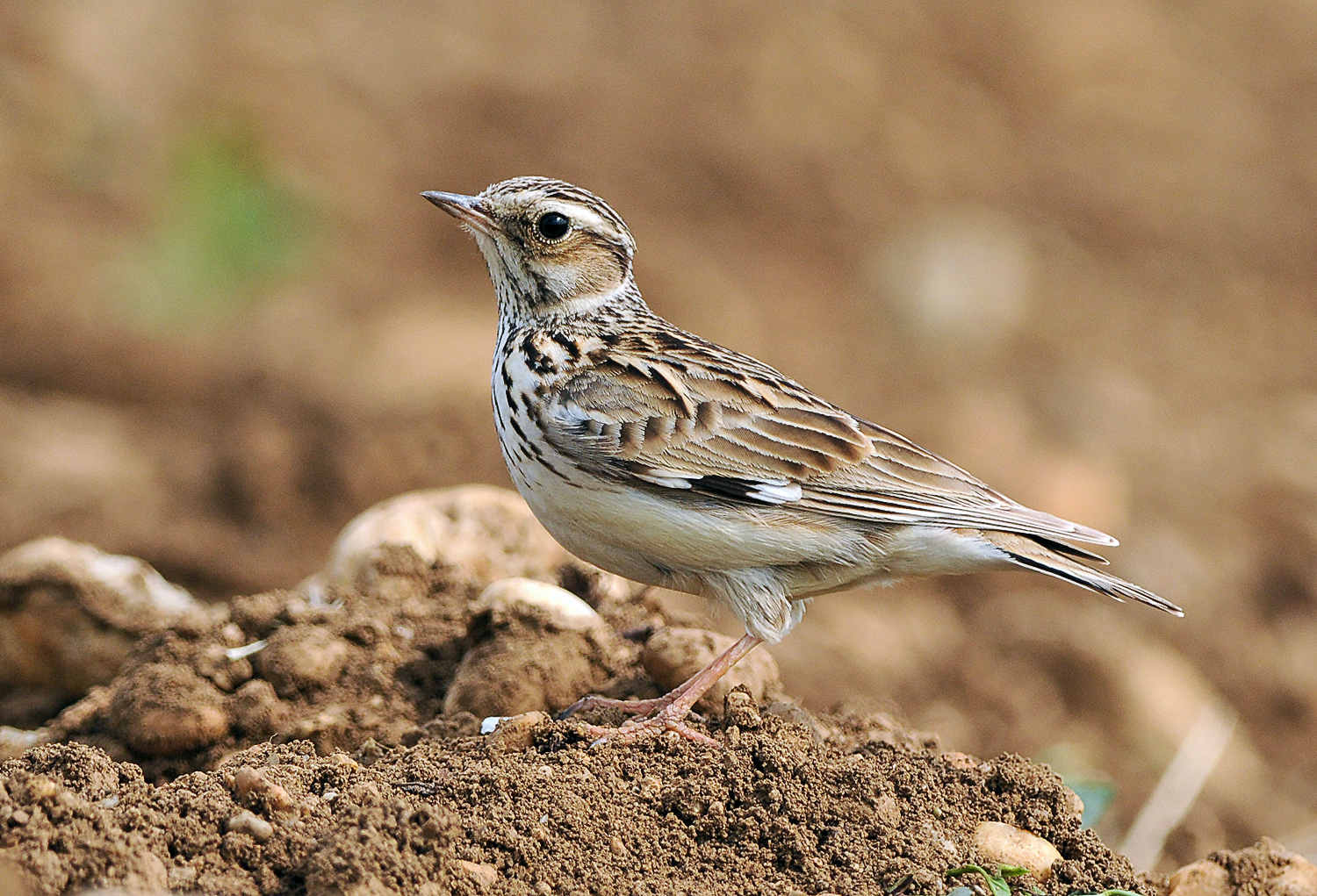
Heidelerche

Erhaltung der großflächigen Mager- und Trockenrasen sowie Heiden, Erhaltung von größeren Waldlichtungen, von Borstgrasrasen und Flügelginsterheiden, von trockenen, sonnigen, vegetationsarmen bzw. -freien Stellen, Erhaltung einer lückigen und lichten Vegetationsstruktur mit vereinzelten Büschen und Bäumen, Erhaltung von Rand- und Saumstrukturen sowie Brachland, von Sekundärlebensräumen wie aufgelassene Sand- und Kiesgruben mit flächigen Rohbodenstandorten, Erhaltung des Nahrungsangebots, insbesondere mit Insekten im Sommerhalbjahr sowie Erhaltung störungsfreier oder zumindest störungsarmer Fortpflanzungsstätten während der Fortpflanzungszeit im Zeitraum vom 15. Februar bis zum 15. August.

#### Mittelspecht(Dendrocopos medius)
Erhaltung von Laub- und Laubmischwäldern, insbesondere mit Eichenanteilen, von Auen- und Erlenwäldern, von extensiv bewirtschafteten Streuobstwiesen, von Altbäumen und Altholzinseln, von stehendem Totholz sowie Bäumen mit Höhlen.

#### Neuntöter(Lanius collurio)

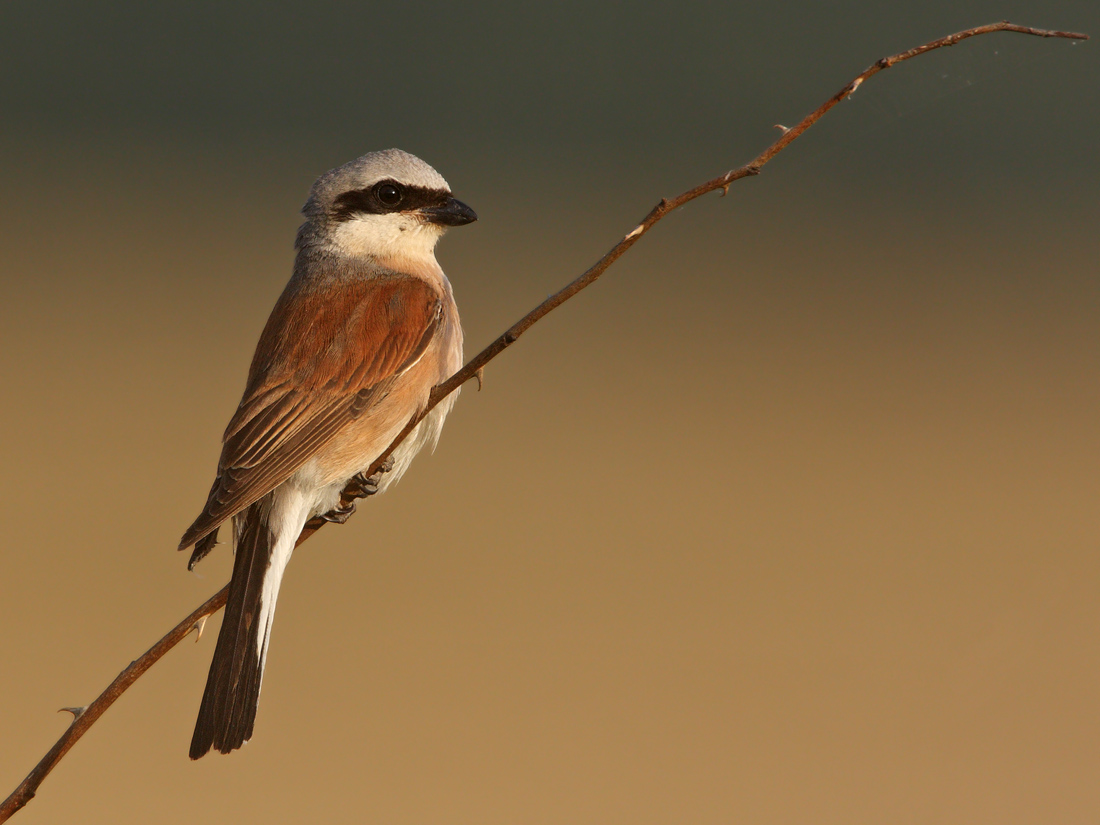
Neuntöter

Erhaltung von extensiv bewirtschafteten Streuobst-, Grünland- und Heidegebieten, von Nieder- und Mittelhecken aus standortheimischen Arten, insbesondere dorn- oder stachelbewehrte Gehölze, Erhaltung der Streuwiesen und offenen Moorränder, Erhaltung von Einzelbäumen und Büschen in der offenen Landschaft, von Feldrainen, Graswegen, Ruderal-, Staudenfluren und Brachen, Acker- und Wiesenrandstreifen, von Sekundärlebensräumen wie aufgelassene Abbaustätten mit vorgenannten Lebensstätten sowie Erhaltung des Nahrungsangebots, insbesondere mit größeren Insekten.

#### Uhu(Bubo bubo)

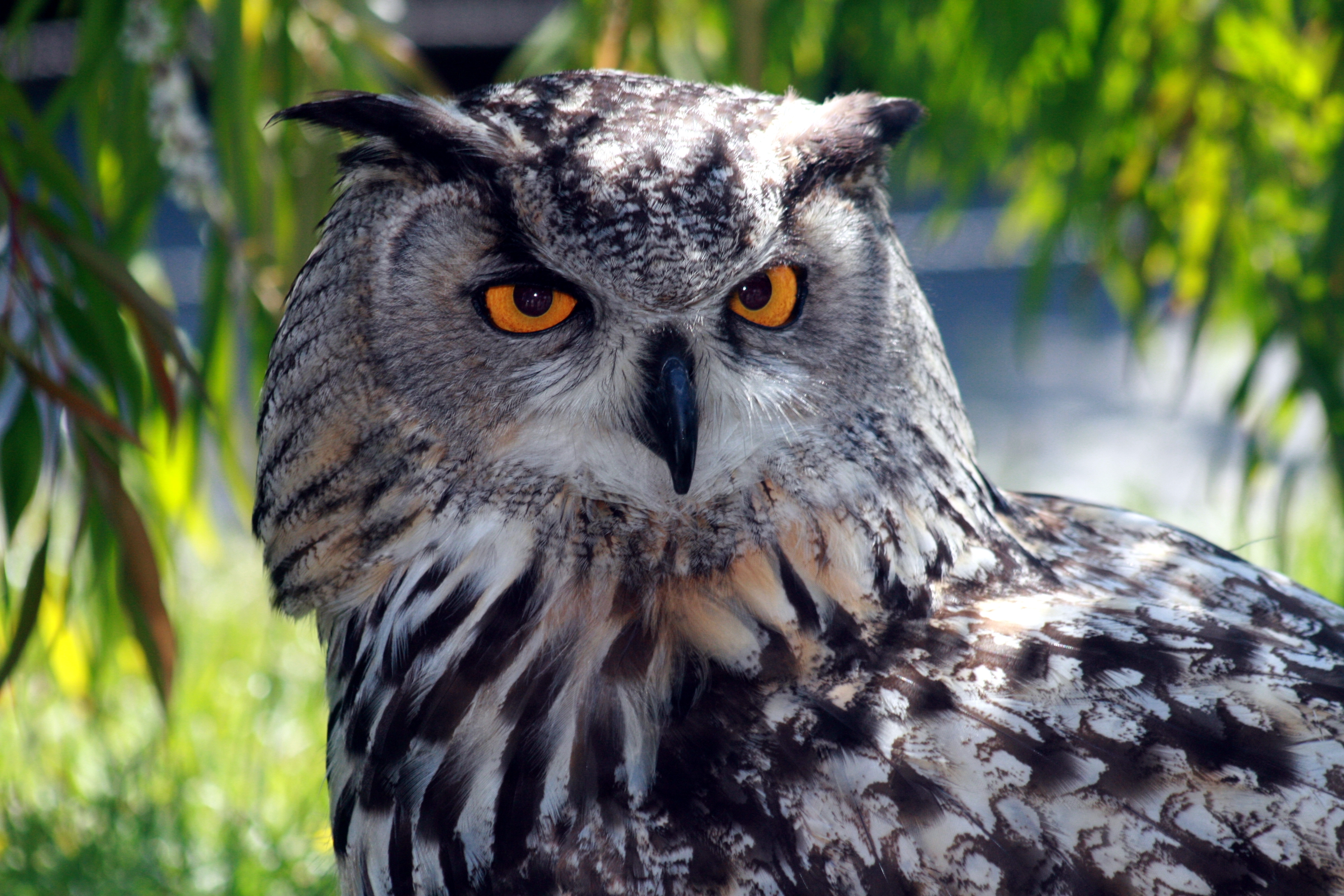
Uhu

Erhaltung der offenen Felswände und von Steinbrüchen jeweils mit Höhlen, Nischen und Felsbändern, Erhaltung von reich strukturierten Kulturlandschaften im Umfeld von vorgenannten Lebensstätten, von offenem Wiesengelände mit Heckenstreifen, Erhaltung der Lebensräume ohne Gefahrenquellen wie nicht vogelsichere Freileitungen und Windkraftanlagen sowie störungsfreier oder zumindest störungsarmer Fortpflanzungs- und Ruhestätten.

#### Wanderfalke(Falco peregrinus)

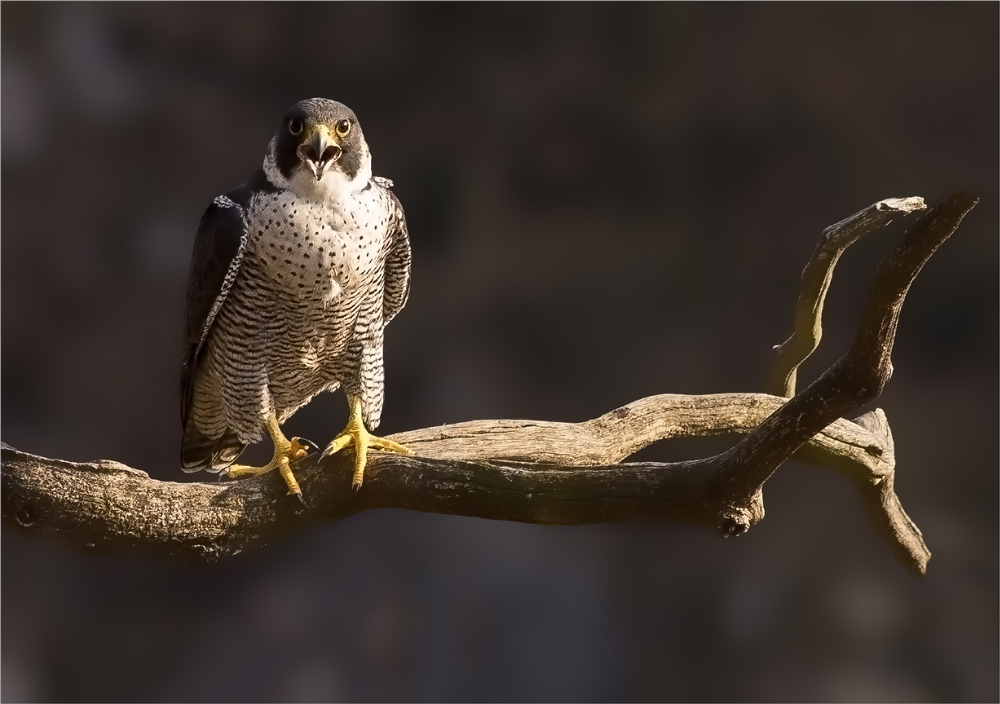
Wanderfalke

Erhaltung der offenen Felswände und von Steinbrüchen jeweils mit Höhlen, Nischen und Felsbändern, Erhaltung der Lebensräume ohne Gefahrenquellen wie nicht vogelsichere Freileitungen und ungesicherte Schornsteine sowie Erhaltung störungsfreier oder zumindest störungsarmer Fortpflanzungsstätten während der Fortpflanzung in der Zeit vom 15. Februar bis 30. Juli.

#### Wespenbussard(Pernis apivorus)

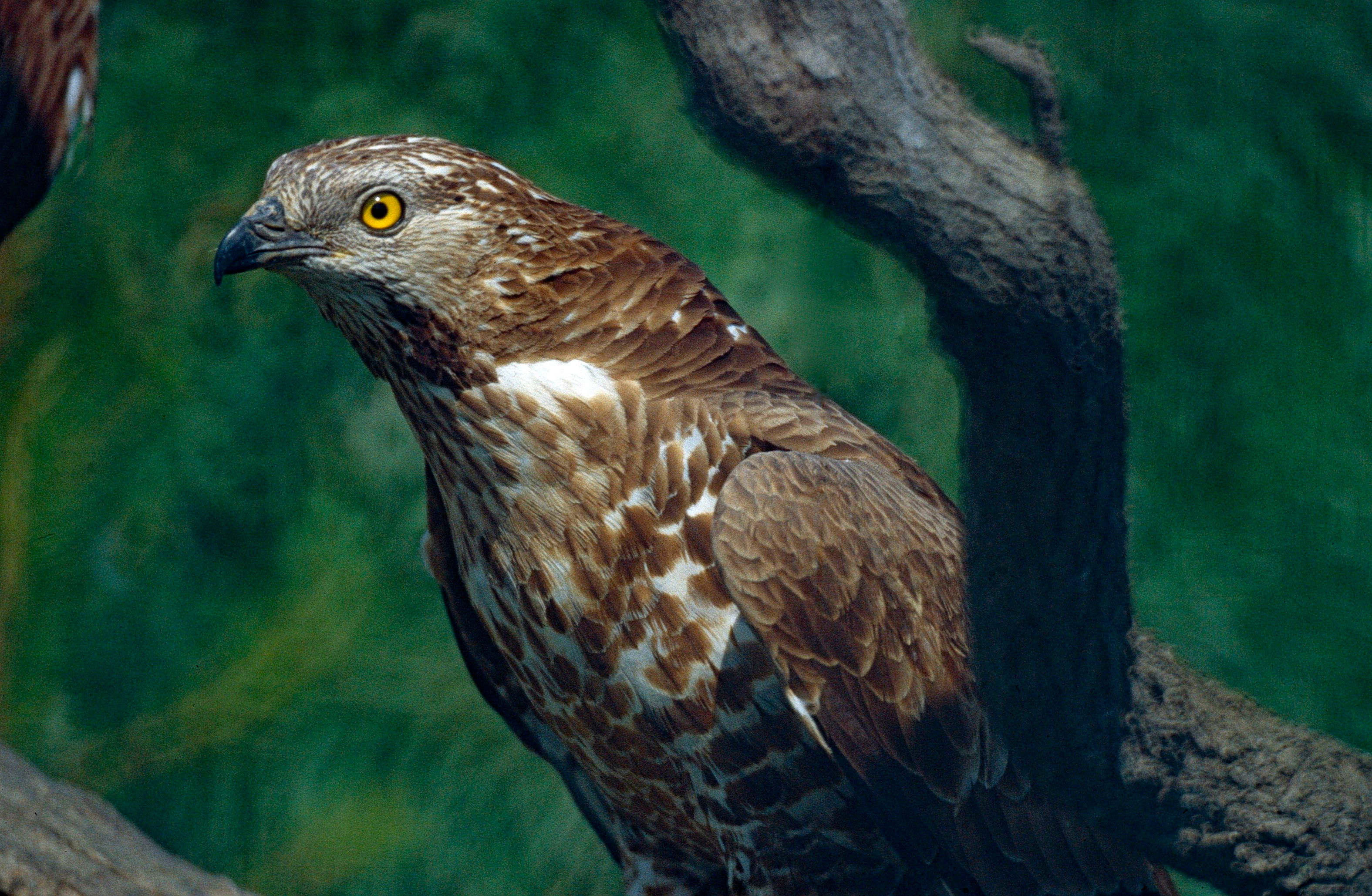
Wespenbussard

Erhaltung von vielfältig strukturierten Kulturlandschaften, lichten Laub- und Misch- sowie Kiefernwäldern, Feldgehölzen, extensiv genutztem Grünland, Altholzinseln und alten, großkronigen Bäumen mit freier Anflugmöglichkeit, Erhaltung der Magerrasen, Bäumen mit Horsten, Erhaltung des Nahrungsangebots, insbesondere mit Staaten bildenden Wespen und Hummeln sowie Erhaltung störungsfreier oder zumindest störungsarmer Fortpflanzungsstätten während der Fortpflanzungszeit vom 1. Mai bis zum 31. August.

#### Ziegenmelker(Caprimulgus europaeus)

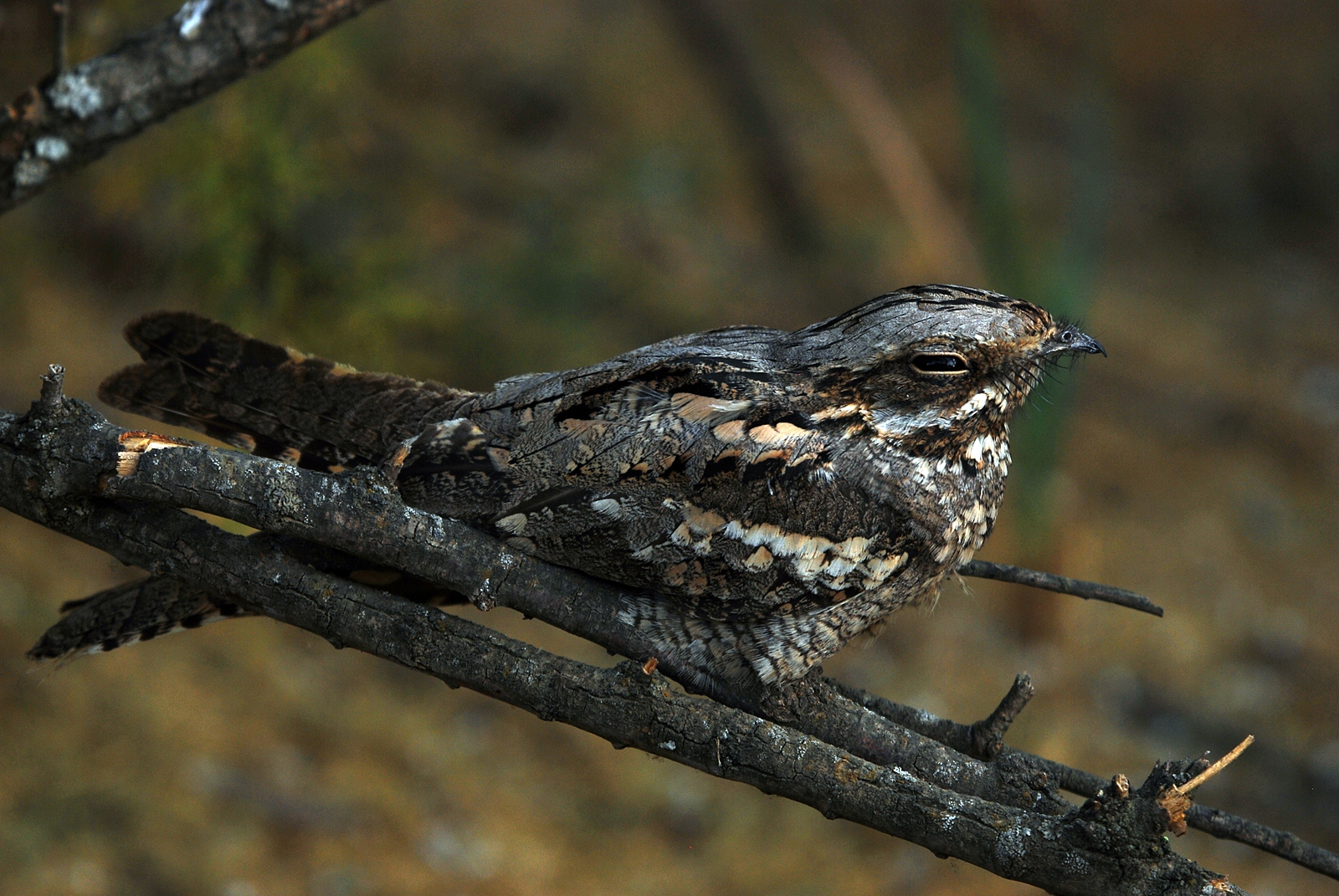
Ziegenmelker

Erhaltung von lichten Waldbeständen vor allem auf sandigen Standorten, von größeren offenen Bereichen wie Lichtungen, Pionierwaldstadien und Schneisen im Wald, von breiten Wegsäumen im Wald, von Rohbodenflächen und Flächen mit niedrigem Bewuchs, von einzelnen freistehenden Kiefern innerhalb der offenen Bereiche im Wald, Erhaltung des Nahrungsangebots, insbesondere mit nachtaktiven Fluginsekten sowie Erhaltung störungsfreier oder zumindest störungsarmer Fortpflanzungsstätten während der Fortpflanzungszeit (1. Mai – 31. August).

### Zugvögel
Weitere, nicht in Anhang I aufgelistete Zugvogelarten, die im Land brüten und für die Schutzgebiete ausgewählt wurden. In diese Kategorie fallen in Baden-Württemberg insgesamt 36, im Schutzgebiet „Heiden und Wälder Tauberland“ vier Arten.

#### Baumfalke(Falco subbuteo)

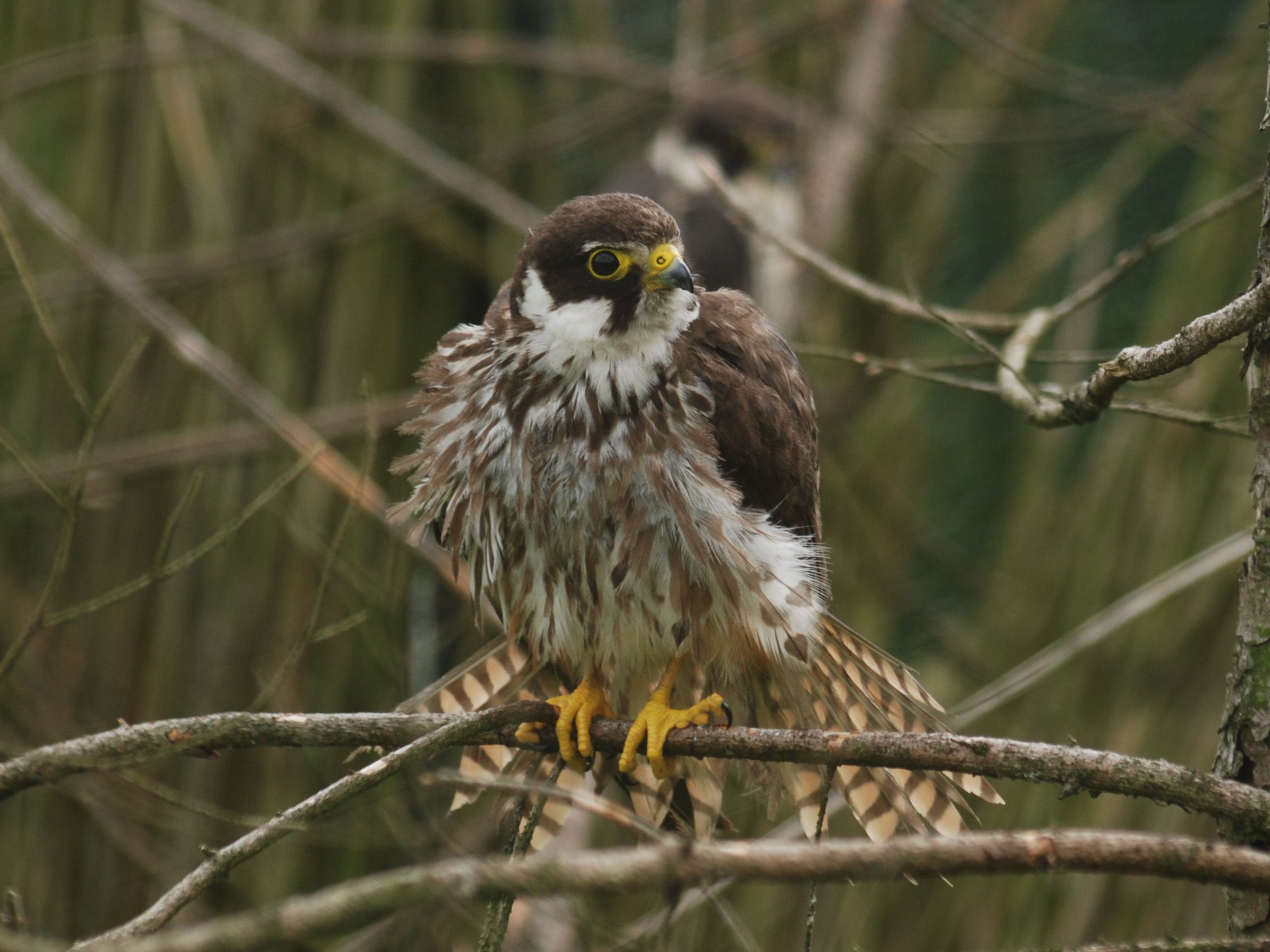
Baumfalke

Erhaltung von lichten Wäldern mit angrenzenden offenen Landschaften, von Altbäumen und Altholzinseln, von Überhältern, von Feldgehölzen oder Baumgruppen in Feldfluren oder entlang von Gewässern, von extensiv genutztem Grünland, von Gewässern mit strukturreichen Uferbereichen und Verlandungszonen, von Nistgelegenheiten wie Krähennester, des Nahrungsangebots, insbesondere mit Kleinvögeln und Großinsekten sowie störungsfreier oder zumindest störungsarmer Fortpflanzungsstätten während der Fortpflanzungszeit vom 15. April bis zum 15. September.

#### Wachtel(Coturnix coturnix)

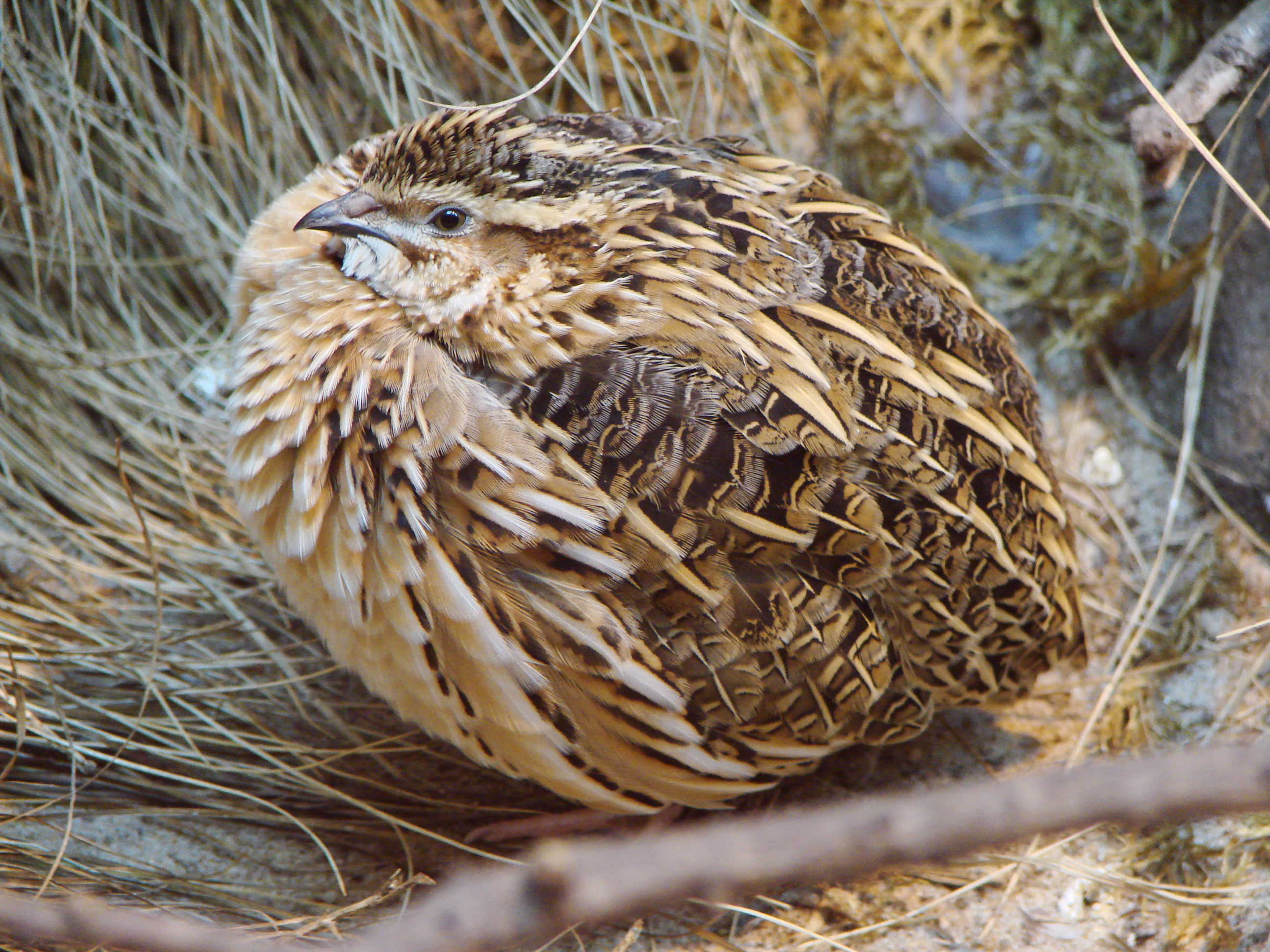
Wachtel

Erhaltung einer reich strukturierten Kulturlandschaft, Erhaltung von vielfältig genutztem Ackerland, extensiv genutztem Grünland, insbesondere von magerem Grünland mit lückiger Vegetationsstruktur und hohem Kräuteranteil, von Gelände-Kleinformen mit lichtem Pflanzenwuchs wie Zwickel, staunasse Kleinsenken, Dolinen-Einbrüche, quellige Flecken, Kleinmulden, Steinfelder, Magerrasen-Flecken und Steinriegel, von wildkrautreichen Ackerrandstreifen und kleineren Brachen, Gras-, Röhricht- und Staudensäumen sowie Erhaltung des Nahrungsangebots, insbesondere mit verschiedenen Sämereien und Insekten.

#### Wendehals(Jynx torquilla)

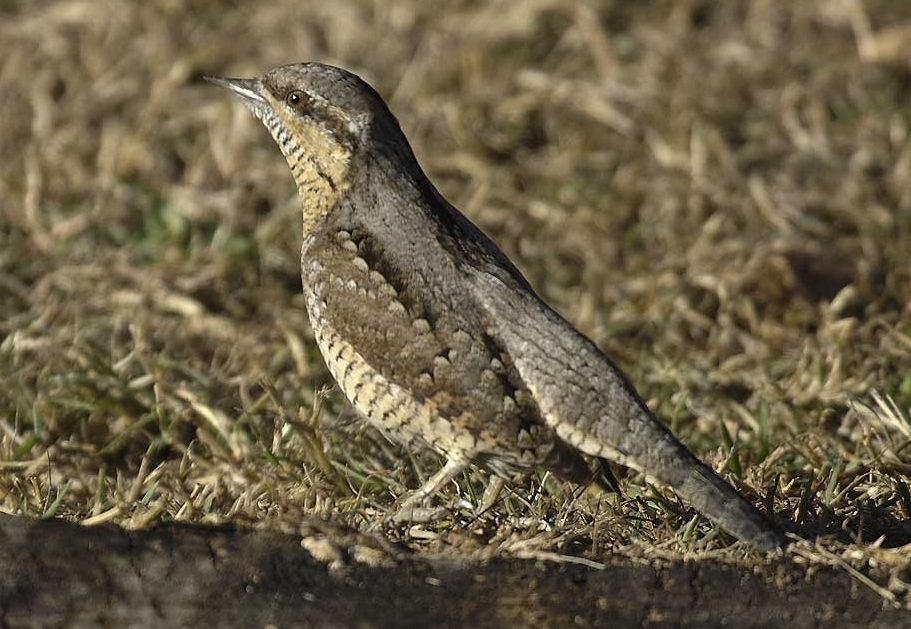
Wendehals

Erhaltung von aufgelockerten Laub-, Misch- und Kiefernwäldern auf trockenen Standorten sowie Auenwäldern mit Lichtungen oder am Rande von Offenland, Erhaltung von extensiv bewirtschafteten Streuobstbeständen, Magerrasen, Heiden und Steinriegel-Hecken-Gebieten, von mageren Mähwiesen oder Viehweiden sowie Feldgehölzen, Erhaltung von zeitlich differenzierten Nutzungen im Grünland, von Altbäumen und Altholzinseln, von Bäumen mit Höhlen, Erhaltung von Randstreifen, Rainen, Böschungen und gesäumten gestuften Waldrändern sowie Erhaltung des Nahrungsangebots, insbesondere mit Wiesenameisen.

#### Wiedehopf(Upupa epops)

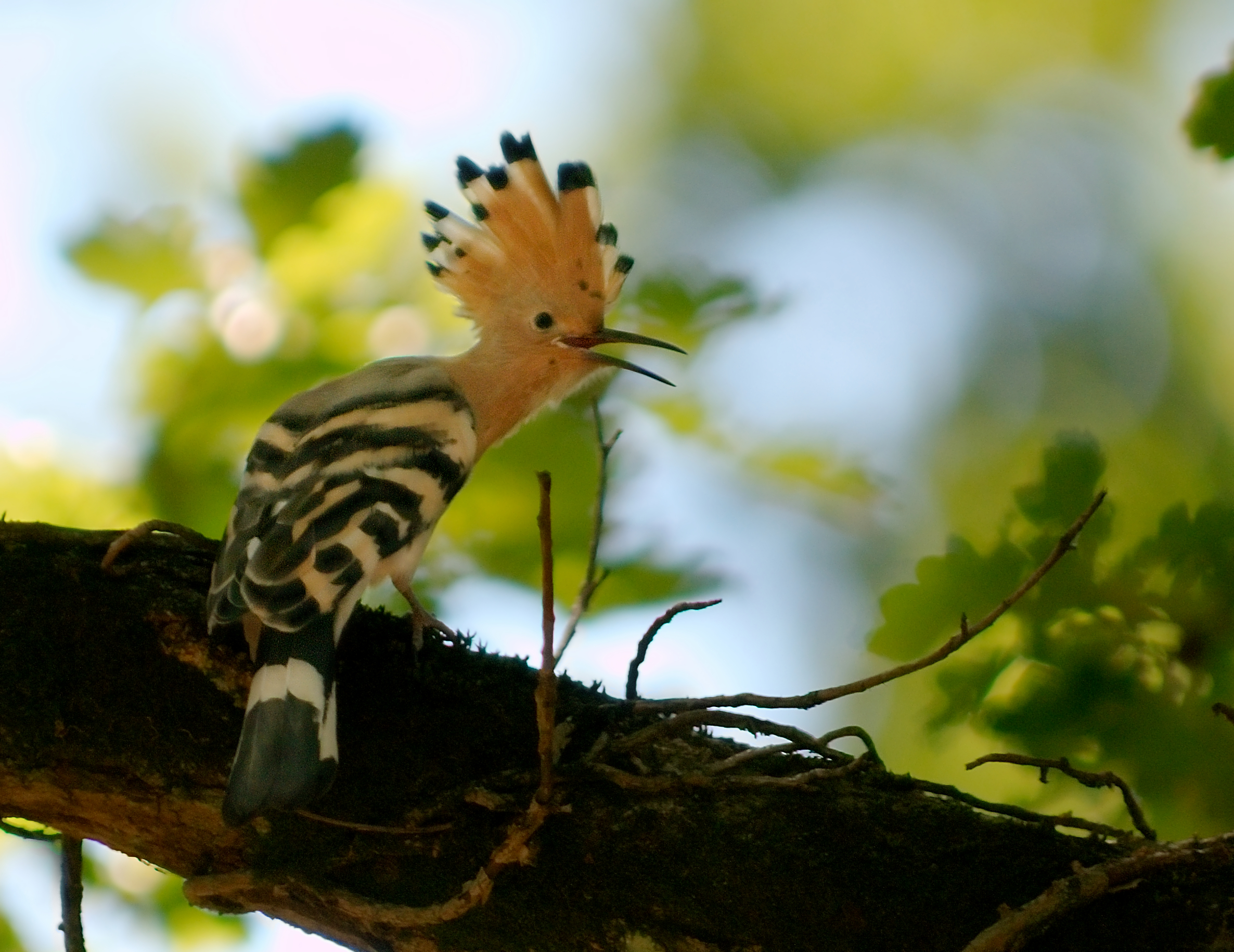
Wiedehopf

Erhaltung von extensiv bewirtschafteten Streuobstwiesen sowie Wiesen- und Weinbaulandschaften, von blütenreichen Böschungen und Ruderalfluren, extensiven Viehweiden, von zeitlich differenzierten Nutzungen im Grünland, von lichten Waldbeständen, von Feldgärten, Altbäumen und Altholzinselninsbesondere im Waldrandbereich, Erhaltung der Mager- und Trockenrasen, der Bäume mit Großhöhlen in bis zu zehn Meter Höhe sowie der Nisthilfen und weiterer Nistgelegenheiten wie Höhlungen in Mauern, Hütten und Holzstapeln, Erhaltung des Nahrungsangebots, insbesondere mit größeren Insekten wie Maulwurfs- und Feldgrillen sowie großen Käfern sowie Erhaltung störungsfreier oder zumindest störungsarmer Fortpflanzungsstätten während der Fortpflanzungszeit zwischen dem 1. April bis zum 31. August.